# Gądów Mały

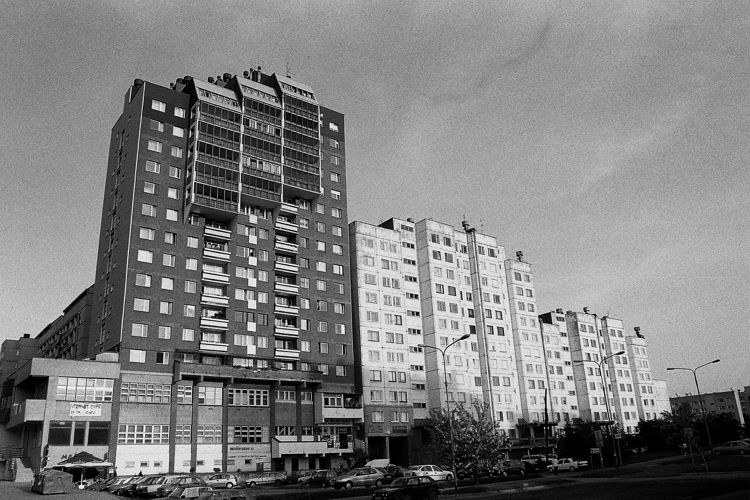
Najwyższy budynek na Gądowie Małym.

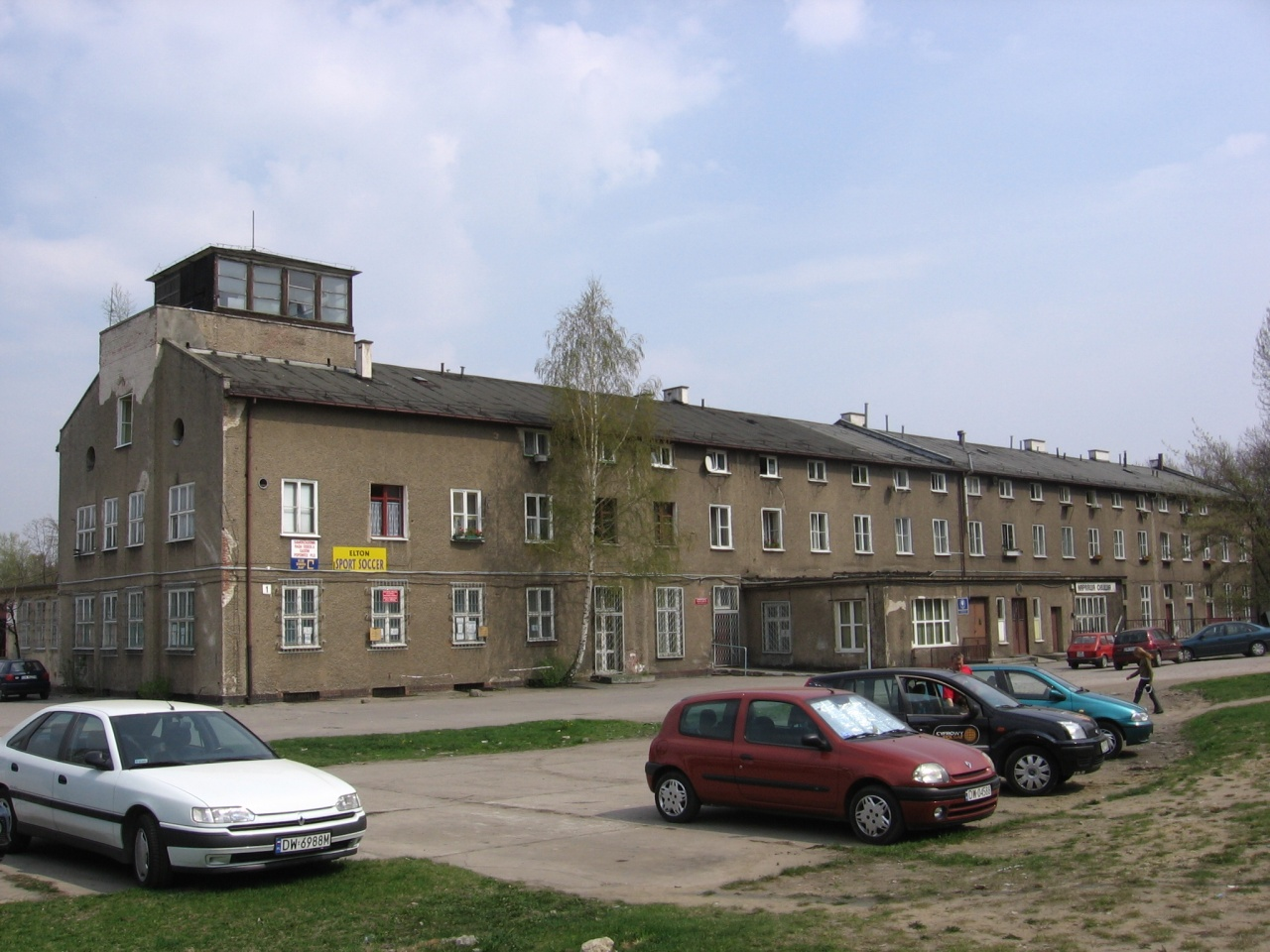
Dawny budynek lotniska na Gądowie (zbudowany w 1936) i jego wieża kontroli lotów.

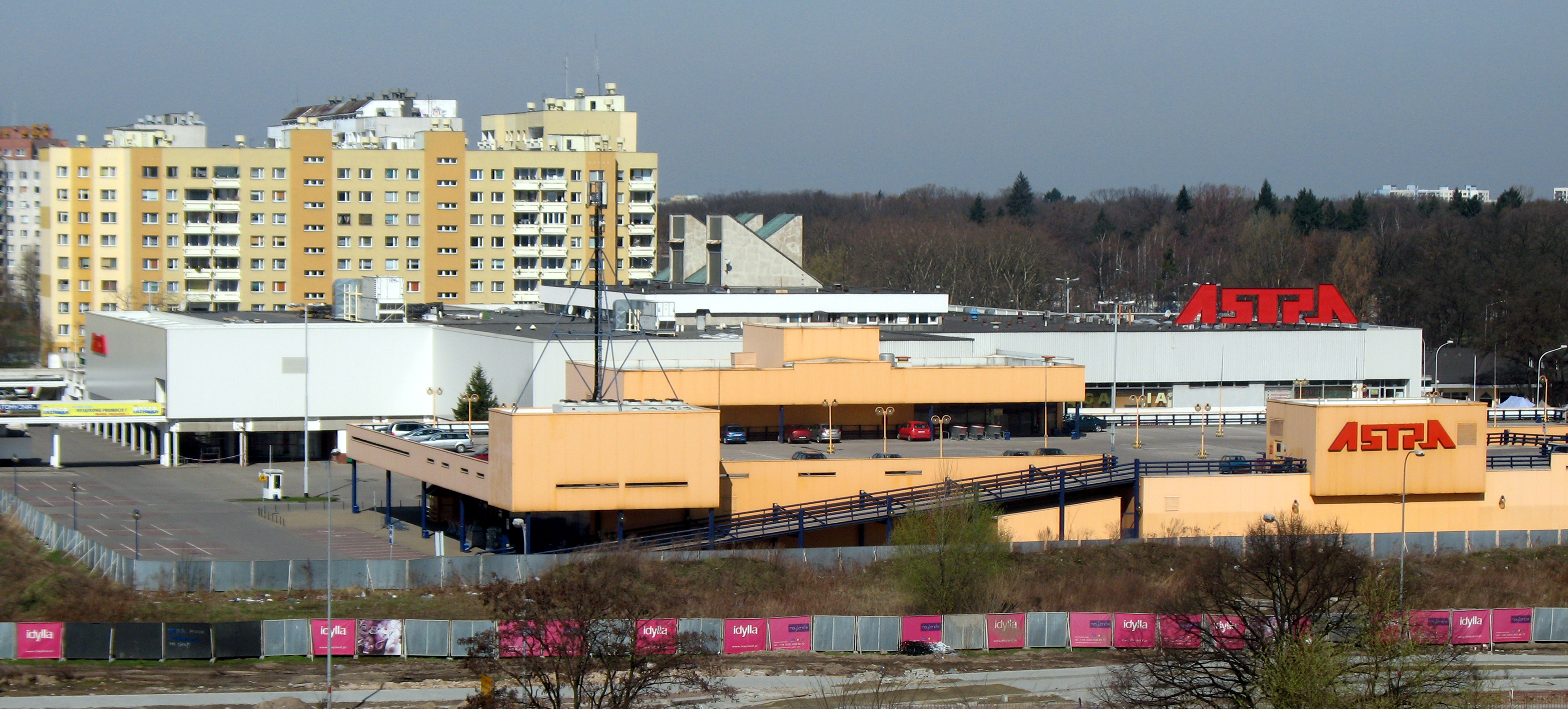
Dom Handlowy „Astra”.

Gądów Mały (niem. Klein Gandau) – dawna wieś, obecnie osiedle położone w zachodniej części Wrocławia. Leży w kwadracie ulic Na Ostatnim Groszu, Lotnicza, Metalowców i Bystrzycka. W granicach miasta od 1928. Gądowa Małego nie należy mylić z podwrocławską wsią Gądów (niem. Alt Gandau) w gminie Kąty Wrocławskie, położoną ok. 12 km na południowy zachód od centrum miasta. Gądów Mały administracyjnie stanowi część osiedla Gądów-Popowice Południowe.

## Nazwa
Nazwa miejscowości notowana była w formach Gandow (ok. 1300), Gundaw (1387), Gandaw (1425), Gandaw (ok. 1630), Gandau (1651-52), Klein Gandau (1743-46), Gandau, Klein- (1795), Gandau, Klein- (1845), Klein Gandau, Mała Gądawa (1941), Wrocław-Gądów Mały – Klein Gandau (1951), Gądów Mały, -owa -łego (1980).
W l. 1945-1951 przejściowo pod nazwą Mała Gądawa.
Nazwa pochodzi od nazwy osobowej Gąd lub Gąda z sufiksem -ów. Z czasem utworzono formę z członem dyferencyjnym Klein = Mały, dla odróżnienia od wsi Gądów.

## Historia

### Wieś
W 1795 wieś o nazwie Klein Gandau liczyła 14 domów, w tym dwie gospody i 88 mieszkańców. Znajdowała się w okolicach wschodniej części dzisiejszej ulicy Balonowej (nieco na północ) i aż do czasu drugiej wojny światowej był to jedyny obszar zwartego osadnictwa pomiędzy Heller Str. (obecnie ul. Na Ostatnim Groszu) a Lohe (Ślęza).
Do wydania przez władze pruskie edyktu sekularyzacyjnego w 1810 należała do kapituły wrocławskiej.
W połowie XIX wieku było tu już 194 mieszkańców, 17 domów, folwark z cegielnią, wiatrak i 2 kuźnie. Wieś znajdowała się w niewielkiej odległości na południe od Frankfurter Str., która była drogą wylotową na zachód miasta. Na skrzyżowaniu Frankfurter Str. i Heller Str. (obecnie ulice: Lotnicza i Na Ostatnim Groszu) była komora celna i popularna karczma „Der Letzte Heller” (pl. "Ostatni Grosz"). Natomiast przy Gandauer Str. znajdowała się gospoda z parkiem i stawem Etablissement Kaiser Friedrich Park.

4 września 1865 odbył się we Wrocławiu przelot kilkuosobowym balonem, zorganizowany przez braci Berg. Jak donosił "Dziennik Poznański": 
Balon wzniósłszy się do wysokości 6000 stóp wrócił szczęśliwie pod wsią Małe Gądowy na ziemię.
W 1874 w pobliskich Kuźnikach powstaje stacja kolejowa. W 1895 w Klein Gandau mieszkało już 398 osób. W 1901 z sąsiednich Popowic (w 1897 włączonych do Wrocławia) zostaje uruchomione połączenie tramwajem elektrycznym z centrum miasta.

### Plac apelowy
W 1872 teren pomiędzy wsią a Frankfurter Str. kupiło wojsko i po zniwelowaniu używało jako plac ćwiczeń (Exercierplatz).
W 1906 na zakończenie manewrów śląskich odbyła się na nim uroczysta defilada gwardii honorowej, którą odbierał cesarz Wilhelm II. Jako osobisty gość cesarza przyglądał się jej Winston Churchill.

### Lotnisko Gądów
Na dawnym placu ćwiczeń garnizonu Breslau powstało w 1910 roku lotnisko wojskowe. Było jednym z pierwszych, historycznych lotnisk niemieckich. W czasie I wojny światowej zostało rozbudowane i wykorzystywano je do celów wojskowych. Po ratyfikacji układu wersalskiego lotnisko przyjęło charakter cywilny. W 1936 roku na lotnisku otwarto nowy terminal lotniczy, którego budynek nadal istnieje. W czasie II wojny światowej lotnisko podlegało lotnictwu wojskowemu – Luftwaffe.
W 1946 roku, po przejęciu przez Polskę, wykonano remonty mocno zniszczonych obiektów lotniskowych, umożliwiło to rozpoczęcie procesu szkolenia i uruchomienie lotów pasażerskich. Na lotnisku powstawały i w różnych latach prowadziły swoją działalność liczne organizacje lotnicze, m.in. Aeroklub Wrocławski i oddział PLL LOT. W działającym przy lotnisku Zakładzie Sprzętu Lotnictwa Sportowego wyprodukowano ponad 1000 szybowców – ostatni oblot produkcyjny odbył się w 1979 roku.
Ze starej infrastruktury lotniczej do dziś istnieją:
- Budynek portu z wieżą kontroli lotów przy ulicy Szybowcowej. Znajduje się w nim przedszkole, komisariat policji i mieszkania prywatne.
- Betonowa konstrukcja dawnego hangaru, dziś zajmowanego m.in. przez sklep "Biedronka".
- Hangar (oraz bunkier[15]) przy ul. Bystrzyckiej. Odbudowany w latach 60. był użytkowany przez PZL "Hydral" i do dziś służy jako hala produkcyjna.
- Pozostałości bunkra przy ulicy Bystrzyckiej.

Do funkcji lotniczej nawiązują rozwiązania parku Leonarda da Vinci.

### Osiedle
W połowie lat 70. teren Gądowa przeznaczono pod zabudowę mieszkaniową i podjęto decyzję o likwidacji lotniska. Na jego miejscu powstało osiedle, a nazwy ulic – wylotowa Lotnicza oraz Balonowa, Skrzydlata, Szybowcowa, Latawcowa, Sterowcowa, Samolotowa, Eugeniusza Horbaczewskiego, Stefana Drzewieckiego, Jerzego Bajana, Ludwika Idzikowskiego, Franciszka Hynka oraz bulwarów: Dedala, Ikara – nawiązują do lotniczej przeszłości tego miejsca.
Największy rozwój osiedla datuje się na lata osiemdziesiąte, kiedy to wybudowano najwięcej bloków mieszkalnych, głównie z wielkiej płyty (W-70).

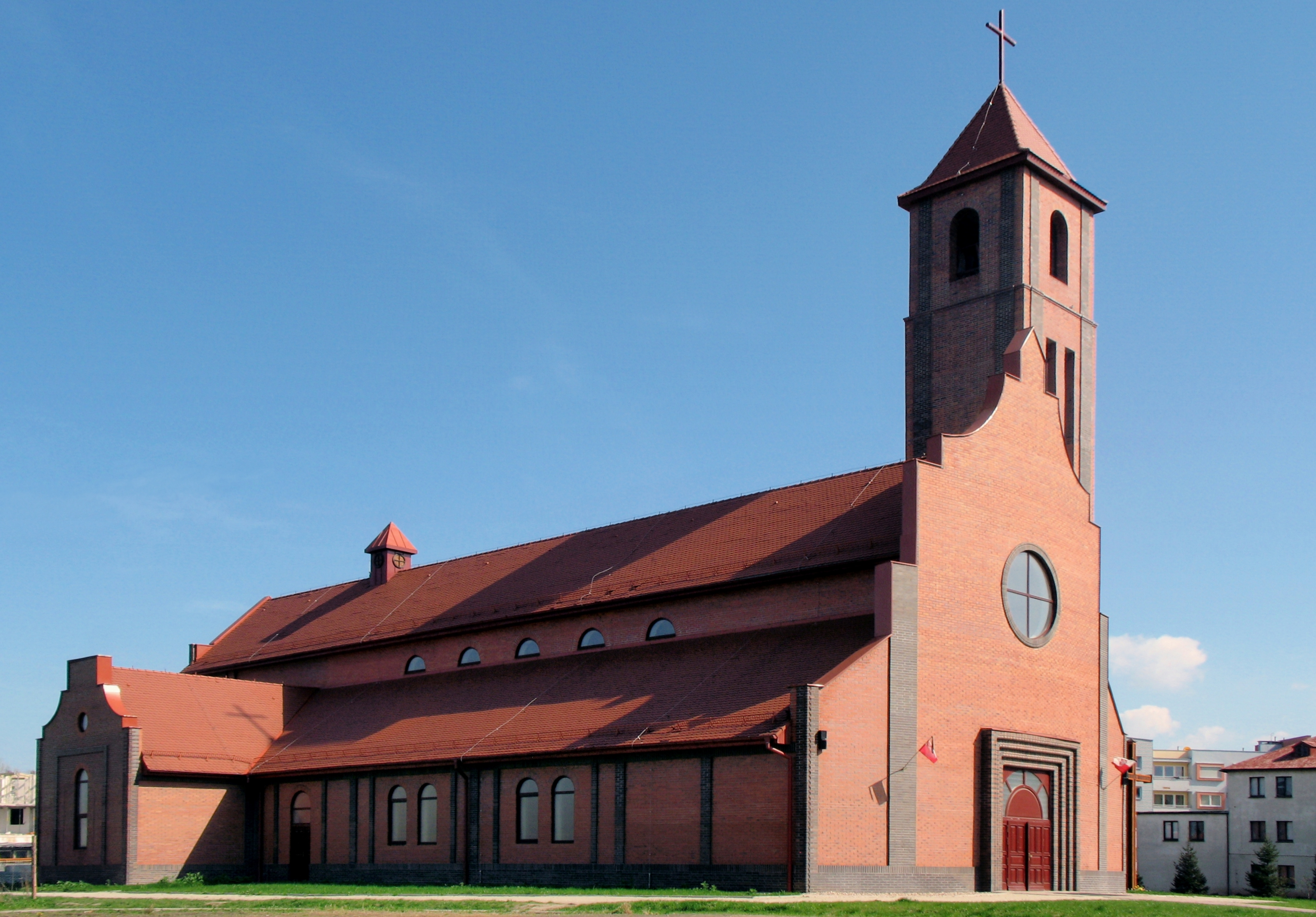
Kościół parafii pod wezwaniem Miłosierdzia Bożego przy ul. Bajana 47a.

W 1985 ukończono budowę pierwszej kaplicy będącej pierwszym etapem budowy kościoła parafii pod wezwaniem św. Maksymiliana Kolbego przy ul. Horbaczewskiego 20. Od 1992 do 2005 trwała budowa drugiego kościoła, erygowanej rok później parafii pw. Miłosierdzia Bożego przy ul. Bajana 47a.

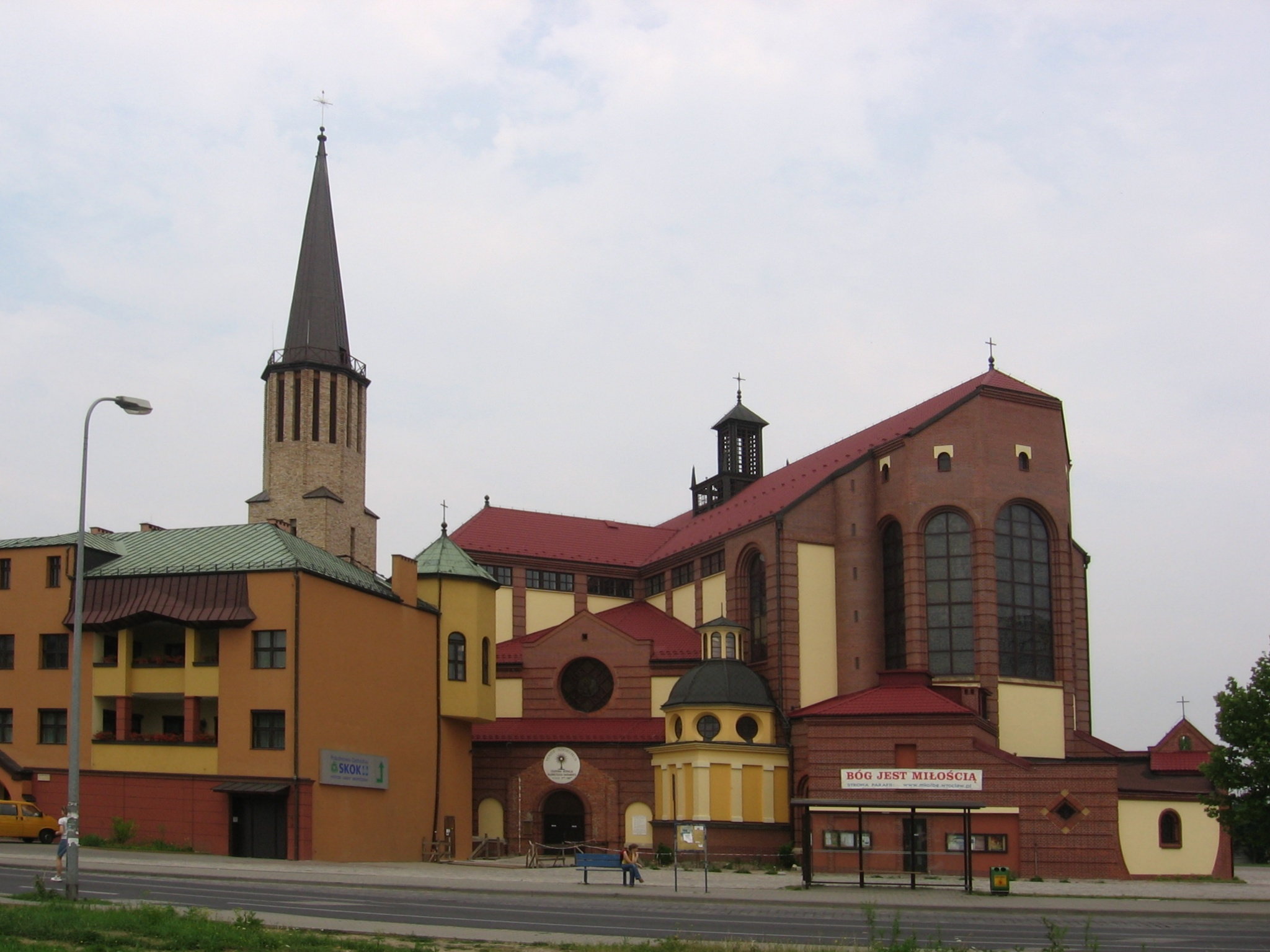
Kościół parafii pod wezwaniem św. Maksymiliana Marii Kolbego przy ul. Horbaczewskiego.

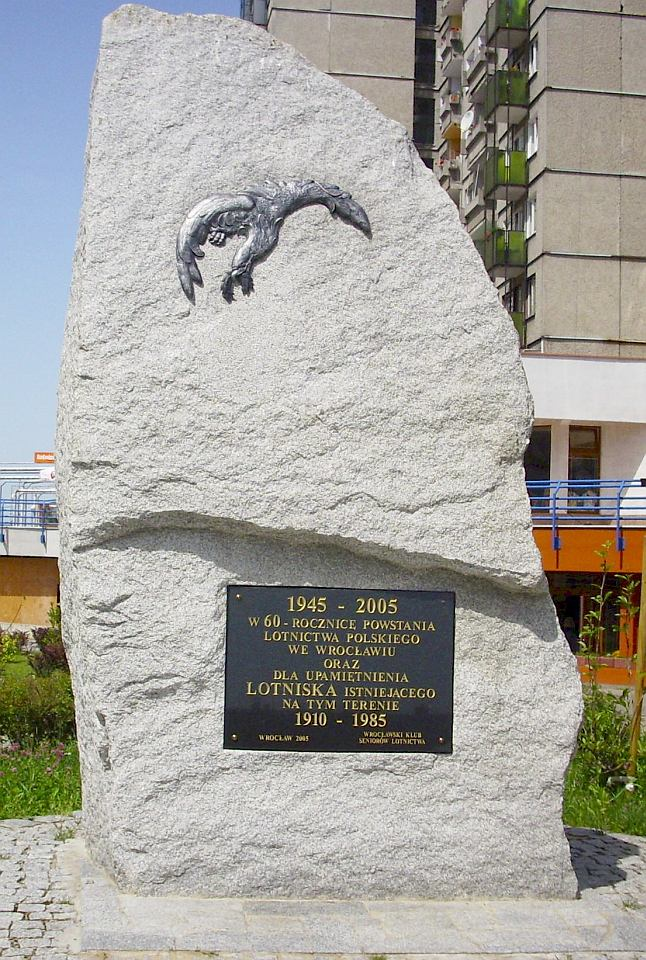
Pomnik upamiętniający lotnisko gądowskie

28 czerwca 1985 został oddany do użytku Dom Handlowy „Astra” przy ulicy Horbaczewskiego 4-6. Innym obiektem handlowym jest Hala „Tęcza”.
Na zachodnim skraju osiedla znajduje się obszar aktywności gospodarczej oraz boiska sportowe zarządzane przez Młodzieżowe Centrum Sportu. Na południu przy ulicy Bystrzyckiej na terenie dawnego PZL "Hydral" działa EBCC sp. z o.o. (European Brakes and Chasis Components).
Pod koniec lat 90. zaczęto realizować oryginalną koncepcję tzw. Rynku Zachodniego, czyli centrum handlowo-rekreacyjnego, na bulwarze Ikara. W jego centrum znajdował się pomnik projektu mgr Bogny Kozery, kamienny obelisk z lotniczym orłem i tablicą upamiętniającą lotnisko. W 2022 roku pomnik przeniesiono w nową lokalizację przy budynku dawnego terminalu portu lotniczego Gądów Mały przy ul. Lotniczej.
Wznoszone od 1977 według projektu A. Chachaja i Z. Malinowskiego przez Wrocławski Kombinat Budowlany dla Spółdzielni Mieszkaniowej "Piast". Według planu w blokowisku na obszarze 164 ha miało zamieszkiwać 36 tysięcy ludzi.

## Kalendarium
- 1795 – Klein Gandau: 14 domów i 88 mieszkańców
- 1872 – powstaje plac apelowy
- 1895 – 398 mieszkańców
- 1906 – uroczysta defilada, na której obecni są cesarz Niemiec i Winston Churchill
- 1910 – powstaje lotnisko, pierwsze sterowce
- 1929 i 1930 – trasa wyścigów lotniczych I Challenge i II Challenge biegła przez Wrocław
- 1930 – przylot sterowca "Graf Zeppelin"
- 1931 – pierwsze loty szybowcowe i skoki spadochronowe
- 1932 (lipiec) – międzylądowanie na Gądowie Adolfa Hitlera w trakcie kampanii wyborczej do Reichstagu
- 1937 (7 czerwca) – oddanie do użytku budynku dworca lotniczego
- 1941 (22 listopada) – w katastrofie lotniczej zginął Werner Mölders
- 1945 – od 15 II (zamknięcie oblężenia) do 1 IV (zajęcie przez Armię Czerwoną) lotnisko Klein Gandau jedyną drogą zaopatrzenia i ewakuacji Festung Breslau
- 1945 (10 maja) – Defilada Zwycięstwa
- 1946-1958 – lotnisko używane wspólnie przez PLL LOT i Aeroklub Wrocławski
- 1959 (13 września) – inauguracja Salonu Lotniczego zgromadziła 200 tysięcy osób
- 1977 – rozpoczęcie budowy osiedla
- 1978 – ostatnie szkolenie szybowcowe i skoki spadochronowe
- 1985 – ukończenie budowy SDH „Astra” i pierwszej kaplicy parafii św. Maksymiliana Kolbe
- 1994 (14 lutego) – otwarcie Szkoły Podstawowej nr 118 (bulwar Ikara 19)
- 2005 – ukończenie budowy Rynku Zachodniego i postawienie pomnika
- 2005 – ukończenie budowy kościoła parafii pw. Miłosierdzia Bożego

## Komunikacja
Na Gądów Mały można dojechać liniami:
- Tramwaj
  - 3 Leśnica - Księże Małe
  - 10 Leśnica - Biskupin
  - 20 Leśnica - Oporów
  - 22 Pilczyce - Tarnogaj
  - 24 Pilczyce - Kowale
- Autobus:
  - 119 Sołtysowice - Racławicka
  - 122 Dworzec Autobusowy - Muchobór Wielki (Roślinna)
  - 126 Kozanów - Wojszycka
  - 128 Zakrzów - Wrocław Nowy Dwór (P+R)
  - 129 Poświęcka (Ośrodek Zdrowia) - Port Lotniczy
  - 136 Kozanów - Tarnogaj
  - 143 Kminkowa - Sępolno
  - 152 Tarczyński Arena (Królewiecka) - Blacharska
  - 319 Kamieńskiego (Pętla) - Klecina (Stacja kolejowa)
  - 243 Leśnica - Księże Wielkie
  - 246 Kozanów - Sołtysowice
  - 251 Leśnica - Sępolno

Na terenie osiedla znajduje się także linia kolejowa 273 i stacja kolejowa Wrocław Kuźniki obsługiwana przez pociągi Koleji Dolnośląskich oraz Polregio w kierunkach:
- Wrocław Główny - Ścinawa
- Wrocław Główny - Wołów
- Wrocław Główny - Głogów
- Wrocław Główny - Zielona Góra Główna